# オーブ川
オーブ川（オーブがわ、Aube）は、フランスを流れるセーヌ川支流の川である。長さは約248kmであり、オーブ県の名前の由来ともなっている。
オート＝マルヌ県のオーブリーヴ付近のラングル高地が水源である。オート＝マルヌ県、コート＝ドール県、オーブ県、マルヌ県と流れ、マルシリ＝シュル＝セーヌでセーヌ川に合流する。
中流域のブリエンヌ＝ル＝シャトー付近にはオリアン湖、アマンス湖、タンプル湖、デル＝シャントコック湖などからなるセーヌ川大湖群があり、セーヌ川、マルヌ川、ソー川の上中流域を含む一帯は1991年に「シャンパーニュ湿地湖沼群」としてラムサール条約登録地となった。